# Tz 데이터베이스

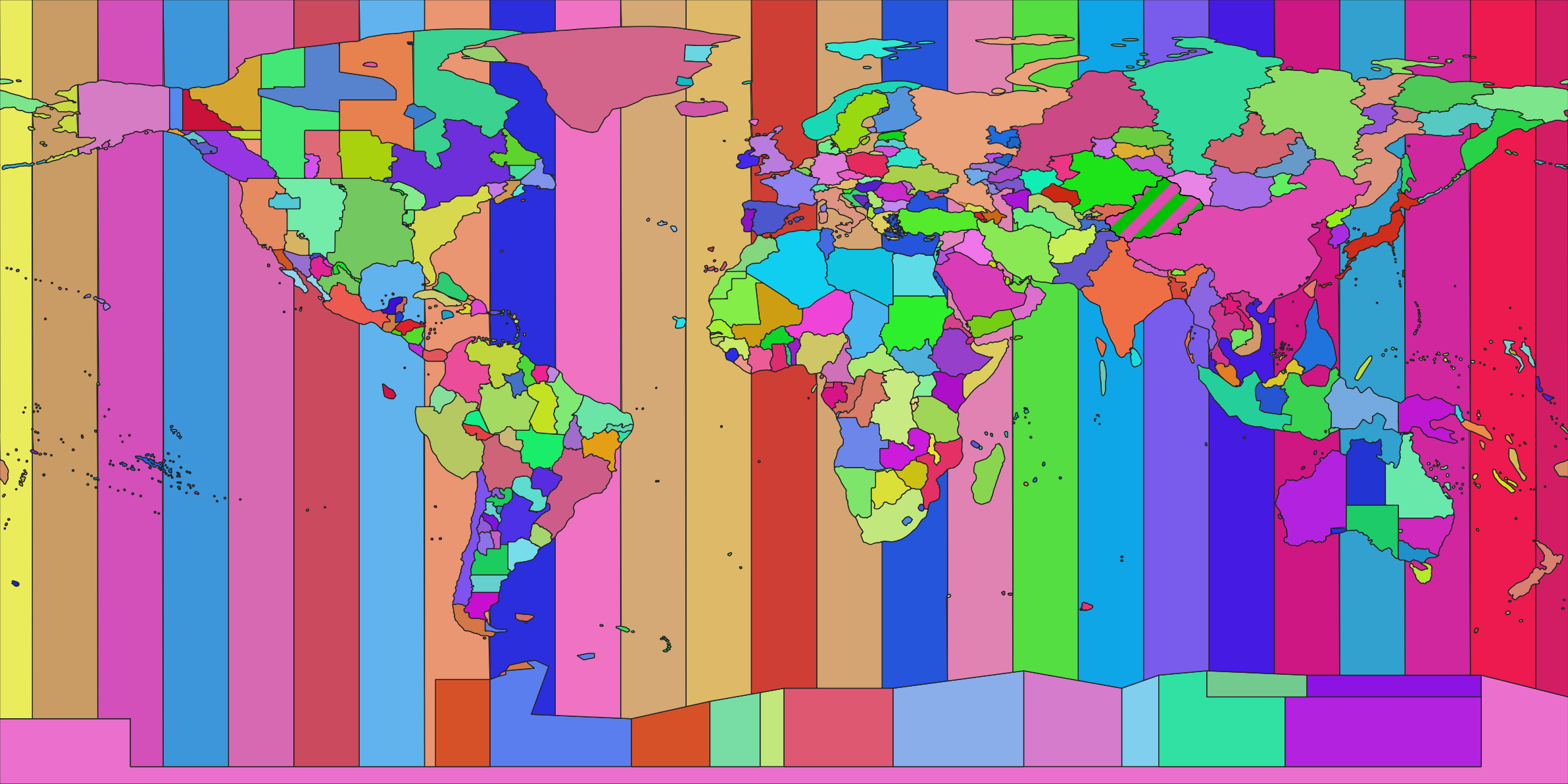

tz 데이터베이스(tz database)는 주로 컴퓨터 프로그램 및 운영 체제와 함께 사용하기 위해 고안된 세계 시간대 및 일광 절약 시간제 준수 규칙에 대한 정보를 공동으로 편집한 것이다. 폴 에거트(Paul Eggert)는 ICANN의 조직적 지원을 받아 2005년부터 편집자이자 관리자로 활동해 왔다. tz 데이터베이스는 tzdata, zoneinfo 데이터베이스 또는 IANA 시간대 데이터베이스(Internet Assigned Numbers Authority 이후)라고도 하며 창립 기여자인 아서 데이비드 올슨(Arthur David Olson)을 지칭하는 올슨 데이터베이스라고도 한다.
America/New_York 및 Europe/Paris와 같은 데이터베이스 항목에 대한 통일된 명명 규칙은 폴 에거트가 디자인했다. 데이터베이스는 유닉스 시간 시대인 1970년 이후의 역사적 시간대와 모든 시민 변화를 기록하려고 시도한다. 윤초도 기록한다.
데이터베이스와 일부 참조 소스 코드는 퍼블릭 도메인에 있다. 데이터베이스와 코드의 새 버전은 일반적으로 1년에 여러 번 변경 보증에 따라 게시된다.

## 같이 보기
- 시간대
- 일광 절약 시간제

### General
- 《Legal time》 (PDF), ITU, 2015.
- 《The tz database home page》, UCLA (deprecated, see Official IANA sources below)
- 《The tz mailing list archive》, Gmane, 2008년 2월 3일에 원본 문서에서 보존된 문서.
- 《tz》 (archive) (mailing list)[깨진 링크].
- tz mailing list at ICANN 보관됨 2024-05-20 - 웨이백 머신
- "A literary appreciation of the Olson/Zoneinfo/tz database" by Jon Udell

### Official IANA sources
- Home page
- FTP
- rsync, at rsync://rsync.iana.org/tz/

### Man pages
- zic(8) – 리눅스 Administration and Privileged Commands 매뉴얼 페이지

```
(gives the syntax of source files for the tz database)
```

- tzfile(5) – 리눅스 File Formats 매뉴얼 페이지

```
(gives the format of compiled tz database files)
```